# Czek

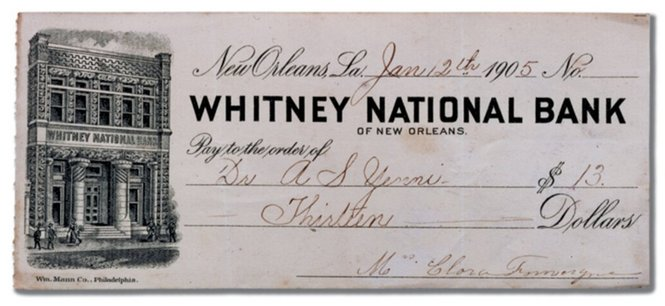
Czek z 1905 roku

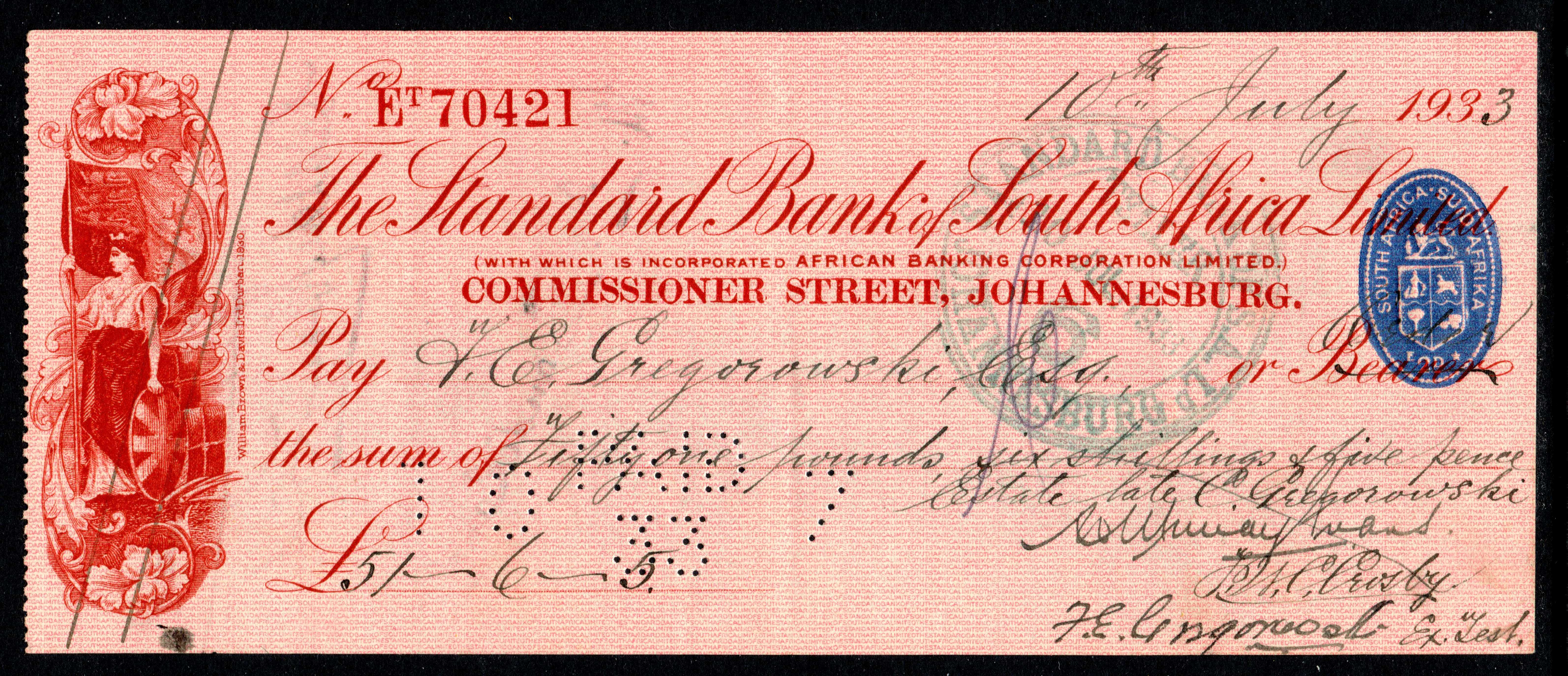
Czek z 1933 roku

Czek – dokument wystawiony w ściśle przewidzianej przez prawo czekowe formie, zawierający polecenie jego wystawcy, skierowane do banku, wypłacenia oznaczonej kwoty pieniężnej okazicielowi czeku lub wymienionej osobie, ze środków, jakimi w tym banku dysponuje wystawca. Polecenie wypłacenia środków pieniężnych musi być bezwarunkowe.
Czek jest przede wszystkim środkiem zapłaty, bowiem wręczany jest zamiast pieniądza, przy zakupie towarów lub usług. Podstawą prawną funkcjonowania czeków w Polsce jest ustawa Prawo czekowe z 28 kwietnia 1936 r.
Nazwa czek pochodzi prawdopodobnie od arabskiego słowa sakk oznaczającego dokument, którym posługiwali się kupcy arabscy w zastępstwie pieniędzy. Kupcy ci, podczas dalekich podróży, przewozili te dokumenty zamiast gotówki, dzięki czemu zabezpieczali się przed rozbojem i zmniejszali przewożony ciężar. Pieniądze były im wypłacane za okazaniem tego dokumentu w filii banku w innym mieście kalifatu.
Wystawca czeku nosi nazwę trasanta. Może nim być każda osoba fizyczna lub prawna albo ułomna osoba prawna posiadająca rachunek bankowy. Trasatem czeku jest natomiast bank, który prowadzi rachunek trasanta. Bank (trasat) nie odpowiada czekowo, tzn. nie ma obowiązku zrealizować czeku, jeśli na rachunku wystawcy brak jest środków na wykup czeku w dniu jego realizacji. Remitentem czeku jest podmiot, na który czek wystawiono. Czek można wystawić na określoną osobę (czek imienny) lub na okaziciela. Prawa z czeku mogą być przenoszone przez indos. Istnieje również forma czeku wystawionego na określonego remitenta, bez prawa przenoszenia uprawnień na inną osobę (czek rekta). Czek zawsze jest płatny za okazaniem.
Rozliczenia za pomocą czeków są jedną z form płatności bezgotówkowych. Czeki są nadal popularne w Stanach Zjednoczonych, Kanadzie, Wielkiej Brytanii i Francji, ale w Polsce nigdy nie były szeroko stosowane jako forma rozliczeń pieniężnych.

## Elementy czeku
Zgodnie z ustawą Prawo czekowe, czek musi zawierać:
- nazwę „czek” w samym tekście dokumentu, w języku w jakim go wystawiono,
- polecenie bezwarunkowe zapłacenia oznaczonej sumy pieniężnej,
- nazwisko osoby, która ma zapłacić – trasata (w czekach wystawionych i płatnych w Polsce jako trasata można wskazać jedynie bank),
- oznaczenie miejsca płatności,
- oznaczenie daty i miejsca wystawienia czeku,
- podpis wystawcy czeku – trasanta.

## Odwołanie czeku
Istotnym uprawnieniem wystawcy czeku jest możliwość jego odwołania. Kwestie odwołania czeku reguluje art. 32 ustawy Prawo czekowe. Odwołanie czeku jest to cofnięcie upoważnienia dla banku do zapłaty sumy czekowej. Odwołanie czeku może mieć skutek po upływie terminu do przedstawienia czeku do zapłaty i jeśli czek odwołano zanim trasant wykonał otrzymane polecenie.

### Przeniesienie praw z czeku
Przenoszenie prawa z czeku na inną osobę wymaga indosowania. Zasady przeniesienia praw reguluje Dział II ustawy Prawo czekowe. Indos powinien być bezwarunkowy (art. 15 ustawy).

## Terminy do przedstawienia czeku do zapłaty
- w przypadku czeków krajowych, a więc płatnych w tym samym kraju, w którym zostały wystawione wynosi 10 dni (art. 29 ustawy Prawo czekowe)
- w przypadku czeków zagranicznych terminy te są zależne od tego czy czek jest płatny w obrębie tego samego kontynentu i wynoszą od 20 do 70 dni

Po upływie powyższych terminów czek może zostać przez wystawcę swobodnie odwołany. Jeżeli jednak wystawca nie skorzysta z tego prawa czek nadal jest ważny i można go zrealizować.

## Podział czeków
- gotówkowe – zlecające bankowi wypłatę gotówki,
- rozrachunkowe – służące do rozliczeń bezgotówkowych, odbiorcą takiego czeku może być wyłącznie posiadacz rachunku bankowego (art. 39 ustawy Prawo czekowe),
- zakreślone – mogą być zrealizowane wyłącznie na ręce bankiera lub stałego klienta banku (art. 37 i 38 ustawy Prawo czekowe).

## Czeki potwierdzone
Zasady realizacji tego rodzaju czeków uregulowane są w art. 63 ustawy Prawo bankowe. Potwierdzenia czeku dokonuje bank. Potwierdzenie czeku przez bank skutkuje blokadą na rachunku wystawcy czeku odpowiedniej kwoty na pokrycie czeku, która to blokada trwa przez czas oznaczony lub do chwili realizacji czeku.

## Czek bez pokrycia
Czek bez pokrycia występuje w dwóch przypadkach;
- jeżeli na rachunku bankowym wystawcy już w chwili wystawiania czeku nie ma środków pieniężnych na pokrycie kwoty czekowej.
- jeżeli po wystawieniu czeku, a jeszcze przed jego realizacją doszło do rozporządzenia środkami zgromadzonymi na rachunku bankowym w wyniku czego czek stracił pokrycie.

Wystawienie czeku bez pokrycia rodzi odpowiedzialność zarówno cywilną, jak i karną (pozbawienie wolności do 2 lat albo kara ograniczenia wolności, albo grzywna przy działaniu umyślnym, dwie ostatnie kary przy działaniu nieumyślnym) wystawcy takiego czeku (art. 61 ustawy Prawo czekowe).

## Realizacja sfałszowanego czeku
Ryzyko zapłaty za czek sfałszowany obciąża bank. Bank może jednak dochodzić odszkodowania od klienta opierając się na zarzucie niedochowania warunków umowy zawartej z bankiem tzn. dokonywanie transakcji za pomocą czeku (np. zarzut niedochowania należytej staranności ze strony klienta w przypadku zgubienia przez niego blankietów czekowych).
Z uwagi na łatwość realizacji operacji bezgotówkowych, czeki znalazły szerokie uznanie w krajach anglosaskich (USA, Kanada, Wielka Brytania). W Europie kontynentalnej nigdy nie uzyskały one większej popularności (z wyjątkiem Francji), gdzie ich miejsce zajęły karty płatnicze.
Większość polskich banków z powodu łatwości dokonywania fałszerstw zrezygnowała z wydawania czeków do rachunków klienckich.

## Klauzule czekowe
Oprócz obligatoryjnych elementów czeku, mogą się w nim znaleźć dodatkowe zastrzeżenia stron stosunku czekowego, mogą to być:
- klauzule czekowo skuteczne, czyli takie, których umieszczenie w treści czeku wywołuje skutki określone prawem czekowym;
- klauzule czekowo obojętne, takie, których umieszczenie na czeku nie wywołuje skutków z punktu widzenia prawa czekowego (uznaje się je za nienapisane);
- klauzule zakazane, takie, których zamieszczenie powoduje nieważność czeku[6].

Przykładowe klauzule czekowe
- oznaczenie domicylu – oznaczenie miejsca, w którym czek jest płatny;
- oznaczenie remitenta – pierwszego posiadacza czeku, osoby na której rzecz lub na której zlecenie ma nastąpić zapłata sumy czekowej;
- tzw. potwierdzenie czeku (czek potwierdzony);
- tzw. zakreślenie czeku;
- zwolnienie wystawcy czeku od odpowiedzialności za zapłatę czeku;
- oznaczenie rachunku („przelać na rachunek”);
- określenie terminu zapłaty inaczej niż za okazaniem czeku;
- zastrzeżenie co do kursu waluty;
- zastrzeżenie zapłaty rzeczywistej w walucie zagranicznej;
- zwolnienie od protestu;
- ponumerowanie wtóropisów czeku;
- zakaz dalszego indosowania czeku;
- zwolnienie indosanta od odpowiedzialności za zapłatę czeku.